# Václav Klofáč

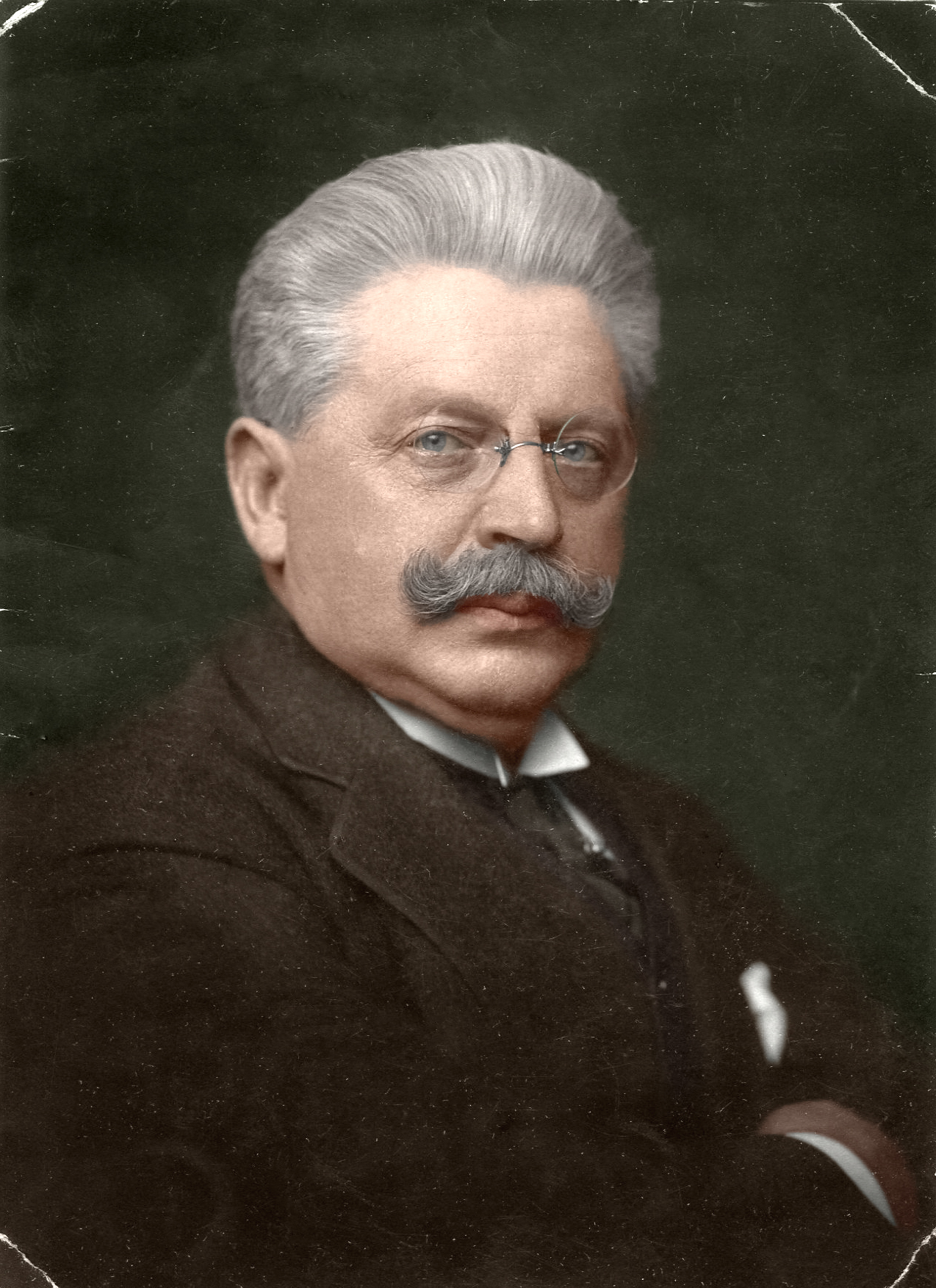
Václav Klofáč (in den 1930er-Jahren)

Václav Jaroslav Klofáč (* 21. September 1868 in Deutschbrod (Německý Brod); † 10. Juli 1942 in Dobříkov) war ein tschechischer Politiker und Journalist.

## Leben
Klofáč war der Sohn eines Schneiders und absolvierte das Gymnasium in Deutschbrod. Da ihm nach Ablegen der Matura die Mittel für ein Weiterstudium fehlten, wurde er zunächst Hilfslehrer, bevor er 1897 ein Studium der Philosophie an der tschechischen Abteilung der Karls-Universität Prag begann. Er arbeitete zwischen 1890 und 1898 in der Redaktion der Národní listy und stieg alsbald zu einer bedeutenden Persönlichkeit der tschechischen politischen Kreise auf.
Politisch war Klofáč ab ca. 1893 bei der tschechisch-fortschrittlichen Bewegung aktiv und bemühte sich um die Unterstützung für die Jungtschechen in der Arbeiterschaft. Nachdem die tschechischen Sozialdemokraten gegen das Staatsrecht und gegen die Sprachenverordnungen von 1897 auftraten, verstärkte er seine Bemühungen um national gesinnte Arbeiter, woraus 1898 die Česká strana národně sociální (ČSNS; Tschechische national-soziale Partei) entstand. Klofáč wurde deren erster Vorsitzender und blieb bis 1938 in dieser Funktion. Er gründete 1901 die Tageszeitung České slovo („Tschechisches Wort“), die als Parteiorgan der Tschechischen national-sozialen Partei diente und war Druckereibesitzer in Prag.
Er galt als Volkstribun und konnte vor allem eine Anhängerschaft unter den kleinbürgerlichen Schichten gewinnen. Klofáč gehörte zwischen 1901 und 1918 dem Österreichischen Abgeordnetenhaus an und war von 1908 bis 1913 Abgeordneter zum Böhmischen Landtag. Er war Kritiker der österreichisch-ungarischen Außenpolitik und setzte sich bereits ab 1904 für eine aktive Kooperation mit Russland ein. Nach dem Ausbruch des Ersten Weltkriegs wurde Klofáč wegen des Verdachts des Hochverrats inhaftiert. Nach seiner Entlassung wurde er Vizepräsident des Tschechischen Verbandes im Reichsrat, 1918 Vizepräsident des Prager Nationalausschusses. In der Tschechoslowakei fungierte er in der Folge von 1918 bis 1920 als erster tschechoslowakischer Minister für nationale Verteidigung und bis 1938 als Vizepräsident des Senats der Tschechoslowakischen Republik. Von 1925 bis 1926 war er dessen Präsident. Klofáč stimmte 1938 für die Liquidation seiner Partei, die in der Folge in die gleichgeschaltete Strana národní jednoty („Partei der Nationalen Einheit“) eingegliedert wurde.
Seit den 1920er Jahren lebte er in Dobříkov, wo er auf dem Burgstall neben dem Forsthaus die Villa Klofáč erbauen ließ. 
1927 kaufte Klofáč die dem Verfall preisgegebene Schrotholzkirche von Cholmovec in Karpatenrussland für 16.000 Tschechoslowakische Kronen und ließ sie 1930 nach Dobříkov umsetzen.
Klofáč war zwei Mal verheiratet, seine erste Frau hieß Amalie, seine zweite Gemahlin war deren Schwester Růžena. Klofáč hatte drei Kinder, Jaroslav (1892–1917), Milena (1894–1919) und Zdenek (* 1895).
Im Forsthaus Dobříkov wurde 1997 eine Gedenkstätte für Klofáč eingerichtet.

## Auszeichnungen
- Ehrenbürger von Prag (und weiteren tschechischen Orten)
- Orden Weißer Adler I. Klasse